# Kara Tünde
Kara Tünde (Budapest, 1974. február 24. – 2019. szeptember 6.) Jászai Mari-díjas magyar színésznő.

## Életpályája
A budapesti Vörösmarty Mihály Gimnázium drámatagozatán érettségizett (1988-1992). A békéscsabai Regionális Színházművészetért Alapítvány iskolájában végzett (1992-1996). Később ugyanitt színészmesterséget tanított. 1996-tól a helyi Jókai Színház társulatának tagja volt. Vendégként szerepelt többek között a szarvasi Weöres Sándor Regionális Színházban, Szegeden a Kamaraszínházban, az Egervári Várszínházban valamint  Budapesten a Madách Színház Tolnay Szalonjában, az Aranytíz Teátrumban és a RaM Colosseumban.
2001-ben mirigyrákkal kezelték, amelyből főszereplésével előadás is született. 2015 nyarán egy próbán rosszul lett és leállt a szíve, emiatt újra kellett éleszteni, ám kómába esett, amiből végül sikerült felébrednie, rövidesen pedig az intenzív osztályt is elhagyta. A színháza 2016 elején jótékonysági estet rendezett a felépülésének támogatására, de mindezek ellenére hosszantartó súlyos betegsége után 2019. szeptember 6-án, kórházban halt meg.
A magánéletben Czitor Attila színész volt a társa.

## Fontosabb színházi szerepeiből
- William Shakespeare: Othello, a velencei mór... Emília
- William Shakespeare: Lear király... Goneril, Lear király lánya
- Anton Pavlovics Csehov: Ivanov... Zinaida Szavisna, Lebegyev felesége
- Carlo Goldoni: A két úr szolgája... Smeraldina
- Molière: Tartuffe... Dorine
- John Millington Synge: Szentek kútja... Bride
- Federico García Lorca: Bernarda Alba háza... Poncia
- Henrik Ibsen: Solness építőmester... Kaja Fosli, Knut unokahúga, könyvelő
- Henrik Ibsen: Nóra... Lindéné
- Tennessee Williams: Üvegfigurák... Laura Wingfield
- Bertolt Brecht - Kurt Weill: Koldusopera... Celia Peachum, a felesége
- Paul Foster: I. Erzsébet... Erzsébet, a színészkirálynő
- Peter Shaffer: Black Comedy... Carol (Nyári Szünet Színház, Szeged)
- Robert Harling: Acélmagnóliák... Annelle Dupuy-Desoto, fodrászsegéd
- Michel Tremblay: Sógornők... Gabriella Jodoin, Germaine testvére
- Borisz Lvovics Vasziljev: Csendesek a hajnalok... Kirjanova szakaszvezető
- Jevgenyij Lvovics Svarc: A király meztelen... Második udvarhölgy; Hercegnő
- Szigligeti Ede: Liliomfi... Erzsike, Kányai lánya
- Vörösmarty Mihály: Csongor és Tünde... Ilma
- Molnár Ferenc - Kocsák Tibor - Miklós Tibor: A Vörös malom... Etel, a tanító felesége
- Németh László: A két Bolyai... A két Bolyai
- Sütő András: Egy lócsiszár virágvasárnapja... Lisbeth
- Sütő András: Advent a Hargitán... Árvai Réka; Kisréka, Árvai Réka lánya
- Fejes Endre - Presser Gábor - Sztevanovity Dusán... Jó estét nyár, jó estét szerelem... Veronika
- Békés József: Kardhercegnő... Lucia, pincérlány
- Békés József: Sándor, József, Benedek... Juliska, Sóvágóék lánya
- Sultz Sándor: Krepp... Andrea, Kreppék lánya
- Békés Pál: Egy kis térzene... Maripen
- Görgey Gábor: Berta... Erzsébet
- Czakó Gábor: Disznójáték... Emese
- Pataki Éva: Edith és Marlene... Marlene
- Fésűs Éva: A csodálatos nyúlcipő... Alamuszi, egy valamivel nagyobb nyuszi
- Pozsgai Zsolt - Herczeg Ferenc: Balatoni rege... Gyöngyös, balatoni sellőlány
- Pozsgai Zsolt - Párkány László: Elindult egy leány... Rózsi
- Pozsgai Zsolt: Tolnay Klári, 1930. ... Tolnay Rózsi, 17 éves zárdanövendék
- Pozsgai Zsolt: Razzia... Rosita, 30 éves, tanárnő
- Konter László: A só... A király középső lánya
- Konter László - Grimm fivérek: Csipkerózsika... Flora, jó tündér
- Konter László: Hamupipőke... Matild
- Zalán Tibor: Patt Lenn... Lenn, Patt felesége (Egervári Várszínház)
- Szente Béla: A kolozsvári bíró... Beatrix királyné
- Brestyánszki Boros Rozália: Csörte... Bogi, rutinos nihil, de valaha nyilván csillogott
- Szalma Dorotty - Wolfgang Amadeus Mozart: Varázsfuvola... Papagena
- John Van Druten - Christopher Isherwood - John Kander - Fred Ebb: Kabaré... Fraulein Kost
- Szomor György - Román Sándor: Frank Sinatra - A hang... Dolly, Sinatra anyja
- E. T. A. Hoffmann - Szurdi Miklós - Szomor György - Valla Attila: Diótörő és egérkirály... Lujza; Klárika
- Grimm fivérek: Rigócsőr király... Ibolyka, kassai királylány
- Frank L. Baum: Óz, a nagy varázsló... Emmy néni; Jó boszorkány
- Joseph Kesselring: Arzén és levendula... Elaine, Harper lánya
- Richard Harris: Csupa balláb... Maxine
- Robert Thomas: A hölgy fecseg és nyomoz... Suzanne Brissard
- Arthur Kopit - Maury Yeston - Federico Fellini: Nine (Kilenc)... Luisa Contini, Guido felesége
- John Arden: Gyöngyélet (Olyan majdnem, mintha olyan lenne)... Rózsa
- Tahir Mujičić - Boris Senker - Nino Škrabe: Trenk, avagy a vad báró... Mária Terézia, Habsburg császárné és királyné
- Werner Schwab: Elnöknők... Erna
- Pethő Sándor - Zelei Miklós: Karkithemia... A nő

## Filmes és televíziós szerepei
- Csendkút (2007)

## Díjai és elismerései
- Megye Színművésze díj (2005, 2007)
- Gálfy Gyűrű-díj (2009,2015)
- Vándorfesztivál-díj (2009)
- Jászai Mari-díj (2013)
- Az Évad Színésznője díj (2015)